# ルートヴィヒ・フォン・ヴュルテンベルク
ルートヴィヒ・フリードリヒ・アレクサンダー・フォン・ヴュルテンベルク（ドイツ語：Ludwig Friedrich Alexander von Württemberg, 1756年8月30日 - 1817年9月20日）は、ヴュルテンベルク公フリードリヒ2世オイゲンと、その妃でブランデンブルク＝シュヴェート辺境伯フリードリヒ・ヴィルヘルムの娘であるフリーデリケ・ドロテア・ゾフィアの間の次男。初代ヴュルテンベルク王フリードリヒ1世のすぐ下の弟で、ロシア皇后マリア・フョードロヴナの兄。
ルートヴィヒは1784年にポーランド・リトアニア共和国の大貴族アダム・カジミェシュ・チャルトリスキ公の娘マリア・アンナと結婚し、リトアニア軍に騎兵隊の将軍として出仕していた。しかし1792年にロシア・ポーランド戦争が始まると、ロシア皇太子妃の実兄であるルートヴィヒはロシアと戦うのを拒んで戦線を離脱した。妻マリア・アンナは夫がポーランドを裏切ったことを知ると離婚を決意し、夫妻は翌1793年に離婚した。

## 子女
1784年10月28日にマリア・アンナ・チャルトリスカと結婚したが、1793年に離婚した。間に1子をもうけた。
- アダム（1792年 - 1847年）

1797年1月28日、バイロイト郊外のヘルミターゲでナッサウ＝ヴァイルブルク侯カール・クリスティアンの娘ヘンリエッテと再婚し、5人の子女をもうけた。
- マリア・ドロテア（1797年 - 1855年） - 1819年、ハンガリー副王ヨーゼフ・アントン大公と結婚
- アマーリエ（1799年 - 1848年） - 1817年、ザクセン＝アルテンブルク公ヨーゼフと結婚
- パウリーネ（1800年 - 1873年） - 1820年、従兄のヴュルテンベルク王ヴィルヘルム1世と結婚
- エリーザベト・アレクサンドリーネ（1802年 - 1864年） - 1830年、バーデン大公レオポルトの弟ヴィルヘルムと結婚
- アレクサンダー（1804年 - 1885年） - ヴュルテンベルク家の庶流テック公爵家の祖（テック公フランツの父親）